# Moustakopoulos
Moustakopoulos (in greco Μουστακόπουλος?; fl. XIX secolo) è stato un tiratore a segno greco.

## Carriera
Partecipò al tiro a segno delle prime Olimpiadi moderne che si svolsero ad Atene. Prese parte alla competizione della carabina libera, senza ottenere risultati di livello.